# マディソン郡 (ノースカロライナ州)
マディソン郡（マディソンぐん、英: Madison County）は、アメリカ合衆国ノースカロライナ州の西部に位置する郡である。2010年国勢調査での人口は20,764人であり、2000年の19,635人から5.7%増加した。郡庁所在地はマーシャル町（人口872人）であり、同郡で人口最大の町はマーズヒル町（人口1,869人）である。
マディソン郡はアシュビル大都市圏に属している。

## 歴史

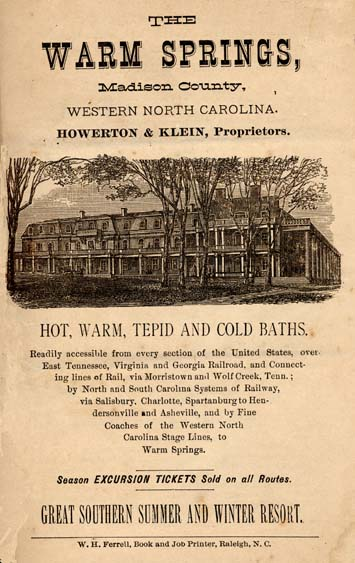
ウォームスプリングス・ホテルの広告、1880年頃

マディソン郡は1851年にバンコム郡とヤンシー郡の一部を合わせて設立された。郡名は、第4代アメリカ合衆国大統領ジェームズ・マディソン（在任1809年-1817年）に因んで名付けられた。

## 郡政府
マディソン郡は5人の委員で構成される郡政委員会が統治しており、委員は2年毎の選挙で選ばれる。委員会は議長を互選し、毎月第2月曜日を会合の日としている。マディソン郡は地域自治体の委員会であるランド・オブ・スカイ地域委員会のメンバーである。「ドライ郡」すなわち郡の領域内でアルコール飲料の販売および公的な場での消費が違法となる禁酒郡である。しかし、個々の町はアルコール販売に関して独自に認める権利がある。ホットスプリングス、マーシャル、マーズヒルの町はビールとワインの販売を認めているが、蒸留酒の販売は認めていない。

## 地理
アメリカ合衆国国勢調査局に拠れば、郡域全面積は452平方マイル (1,170 km2)であり、このうち陸地449平方マイル (1,160 km2)、水域は2平方マイル (5.2 km2)で水域率は0.48%である。
マディソン郡はノースカロライナ州の西部、アパラチア山脈に深く入っており、地形は岩がちで、森が深く、人は少ない。北側境界はテネシー州との州境である。最大の河川はフレンチブロード川であり、分の北北西から郡庁所在地のマーシャルを通り、リゾート地のホットスプリングスを抜けている。

### 郡区
マディソン郡は11の郡区に分割され、番号付けがなされている。
- 第1郡区 - マーシャル[7]
- 第2郡区 - ローレル
- 第3郡区 - マーズヒル
- 第4郡区 - ビーチグレン
- 第5郡区 - ウォルナット
- 第6郡区 - ホットスプリングス
- 第7郡区 - エブスチャペル
- 第8郡区 - スプリングクリーク
- 第9郡区 - サンディマッシュ
- 第10郡区 - グレープバイン
- 第11郡区 - リビアライスコーブ

### 主要高規格道路
- 州間高速道路26号線
- アメリカ国道19号線
- アメリカ国道23号線
- アメリカ国道25号線
- アメリカ国道70号線
- ノースカロライナ州道63号線
- ノースカロライナ州道208号線
- ノースカロライナ州道209号線
- ノースカロライナ州道212号線
- ノースカロライナ州道213号線
- ノースカロライナ州道251号線

### 隣接する郡
- グリーン郡 (テネシー州) - 北
- ユニコイ郡 (テネシー州) - 北東
- ヤンシー郡 - 東
- バンコム郡 - 南
- ヘイウッド郡 - 南西
- コック郡 (テネシー州) - 北西

### 国立保護地域
- ピスガー国立の森（部分）

## 人口動態
以下は2000年の国勢調査による人口統計データである。
| 基礎データ - 人口: 19,635人 - 世帯数: 8,000 世帯 - 家族数: 5,592 家族 - 人口密度: 17人/km2（44人/mi2） - 住居数: 9,722軒 - 住居密度: 8軒/km2（22軒/mi2） 人種別人口構成 - 白人: 97.63% - アフリカン・アメリカン: 0.83% - ネイティブ・アメリカン: 0.27% - アジア人: 0.23% - 太平洋諸島系: 0.01% - その他の人種: 0.45% - 混血: 0.59% - ヒスパニック・ラテン系: 1.35% | 年齢別人口構成 - 18歳未満: 21.2% - 18-24歳: 10.3% - 25-44歳: 26.5% - 45-64歳: 26.0% - 65歳以上: 15.9% - 年齢の中央値: 39歳 - 性比（女性100人あたり男性の人口） - 総人口: 97.3 - 18歳以上: 93.3 世帯と家族（対世帯数） - 18歳未満の子供がいる: 28.4% - 結婚・同居している夫婦: 57.5% - 未婚・離婚・死別女性が世帯主: 8.9% - 非家族世帯: 30.1% - 単身世帯: 26.3% - 65歳以上の老人1人暮らし: 11.8% - 平均構成人数 - 世帯: 2.34人 - 家族: 2.81人 | 収入と家計 - 収入の中央値 - 世帯: 30,985米ドル - 家族: 37,383米ドル - 性別 - 男性: 27,950米ドル - 女性: 22,678米ドル - 人口1人あたり収入: 16,076米ドル - 貧困線以下 - 対人口: 15.4% - 対家族数: 10.9% - 18歳未満: 17.6% - 65歳以上: 19.2% |

## 都市と町

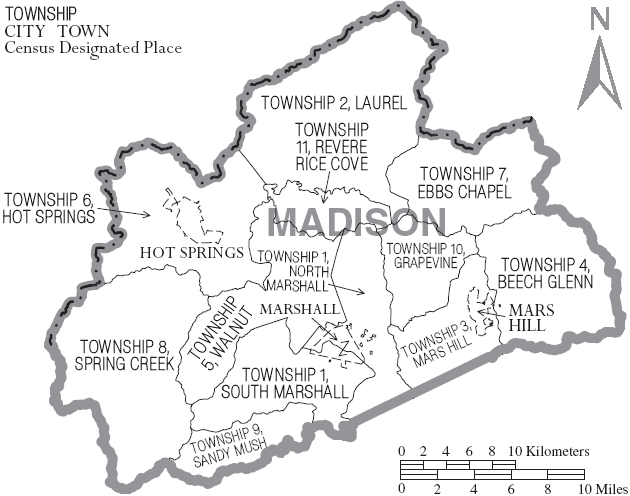
マディソン郡の自治体と郡区

- ホットスプリングス
- マーズヒル
- マーシャル - 郡庁所在地

## 教育
郡内の公共教育はアーリーカレッジ高校1校、通常の高校1校が郡庁所在地のマーシャル町にあり、他に中学校1校、小学校4校がある。郡内にはマーズヒル・カレッジがあり、私立、共学、4年制、教養系カレッジであり、ノースカロライナ州バプテスト協議会に属している。1856年に設立された州西部では最古のカレッジであり、33の教科、5つの学位を提供している。